# Kurmuk
Cet article concerne la ville soudanaise. Pour la ville jumelle éthiopienne, voir Kurmuk (Éthiopie). Pour le woreda éthiopien, voir Kurmuk (woreda).
Kurmuk est une ville du Soudan situé dans l'État du Nil Bleu. 
Elle jouxte la ville éthiopienne de Kurmuk,  située de l'autre côté de la frontière.